# Ytterhogdals kyrka
Ytterhogdals kyrka är en kyrkobyggnad i Ytterhogdal. Den är församlingskyrka i Ytterhogdal, Överhogdal och Ängersjö församling i Härnösands stift. Kyrkan ligger i Härjedalens kommun, men tillhör landskapet Hälsingland.

## Historik
Ytterhogdals kyrka förekommer första gången i handlingar från 1531. Den gamla kyrkan stod troligen på samma plats som den nya, på Kyrknäset i Ytterhogdals tätort. Detta antagande grundas på att man vid en utgrävning 1952 anträffade 28 mynt, varav det äldsta var från 1504. Vidare anträffades vid en golvreparation 1983 delar av den gamla kyrkans murar. Den gamla kyrkan byggdes om på 1600-talet och fick en tillbyggnad på 1700-talet.

## Kyrkobyggnad
Den nuvarande kyrkan byggdes åren 1799–1809 av byggmästare  Johan Christian Loëll från Gävle. Den uppfördes i sten med långhus och  tornet i öster (östtornkyrka) vilket är ovanligt, då de flesta kyrktorn byggs i väster. Tornet kröns med en lanternin och sakristian är placerad i tornets bottenvåning. 

## Interiör
Kyrkans inre domineras av en skenperspektivmålning, som har anbringats på korets vägg. Målningen är gjord på segelduk. Vidare finns en så kallad altarpredikstol. I skenarkitekturen finns kopplade korintiska kolonner, vilka bär upp ett bjälklag. Här finns även en triangel med namnet Jahve. Hela uppsättningen omges av blå draperier. Det finns vidare en skendörr i en målad sockel. 
Predikstolen har en korg med snidade teologiska symboler: en törnekrona i mittfältet och kors och ankare på sidofälten. Predikstolens ryggstycke har en strålsol, vilket är ett attribut för Gud. Dess baldakin har snidade fransar samt fem huvuden av keruber.
Kyrkans bildhuggeri utfördes 1839–1848 av Göran Sundin. 